# Episodi di Ultime dal cielo (prima stagione)
La prima stagione della serie televisiva Ultime dal cielo negli Stati Uniti è stata trasmessa per la prima volta dalla CBS dal 28 settembre 1996 al 10 maggio 1997.
In Italia è andata in onda su Canale 5.
| nº | Titolo originale         | Titolo italiano                | Prima TV USA      | Prima TV Italia |
| -- | ------------------------ | ------------------------------ | ----------------- | --------------- |
| 1  | Pilot                    | Il giornale... del giorno dopo | 28 settembre 1996 | 26 giugno 2000  |
| 2  | The Choice               | La scelta                      | 5 ottobre 1996    | 27 giugno 2000  |
| 3  | Baby                     | Panico in ascensore            | 12 ottobre 1996   | 28 giugno 2000  |
| 4  | The Paper                | Il mistero del giornale        | 19 ottobre 1996   | 30 giugno 2000  |
| 5  | Thief Swipes Mayor's Dog | Il biglietto vincente          | 26 ottobre 1996   | 29 giugno 2000  |
| 6  | Hoops                    | Grandi speranze                | 2 novembre 1996   |                 |
| 7  | After Midnight           | Il neonato abbandonato         | 9 novembre 1996   | 3 luglio 2000   |
| 8  | Gun                      | Giochi pericolosi              | 16 novembre 1996  | 4 luglio 2000   |
| 9  | His Girl Thursday        | Meredith se ne va              | 23 novembre 1996  | 5 luglio 2000   |
| 10 | The Wrong Man            | L'uomo sbagliato               | 7 dicembre 1996   | 6 luglio 2000   |
| 11 | Christmas                | La bomba di Natale             | 21 dicembre 1996  |                 |
| 12 | Frostbit                 | Il grande freddo               | 11 gennaio 1997   | 7 luglio 2000   |
| 13 | Mob Wife                 | La donna del gangster          | 25 gennaio 1997   | 10 luglio 2000  |
| 14 | The Wall (part 1)        | Il muro (parte 1)              | 1º febbraio 1997  | 11 luglio 2000  |
| 15 | The Wall (part 2)        | Il muro (parte 2)              | 8 febbraio 1997   | 12 luglio 2000  |
| 16 | Bat Masterson            | Uno strano individuo           | 22 febbraio 1997  | 13 luglio 2000  |
| 17 | The Jury                 | La giuria                      | 8 marzo 1997      | 14 luglio 2000  |
| 18 | Psychic                  | La veggente                    | 12 aprile 1997    | 17 luglio 2000  |
| 19 | The Cat                  | Il gatto                       | 13 aprile 1997    | 19 luglio 2000  |
| 20 | Phantom at the Opera     | Il fantasma dell'opera         | 20 aprile 1997    | 18 luglio 2000  |
| 21 | Faith                    | Nel nome del futuro            | 26 aprile 1997    | 20 luglio 2000  |
| 22 | Dad                      | Un padre invadente             | 3 maggio 1997     | 21 luglio 2000  |
| 23 | Love is Blind            | L'amore è cieco                | 10 maggio 1997    | 24 luglio 2000  |

## Il giornale... del giorno dopo
- Titolo originale: Pilot
- Diretto da: Michael Dinner
- Scritto da: Patrick Q. Page, Vik Rubenfeld e Ian Abrams (soggetto), Bob Brush e Ian Abrams (sceneggiatura)

### Trama
Dopo essere stato cacciato di casa dalla moglie, l'agente di borsa Gary Hobson è costretto a trasferirsi in una stanza d'albergo. Lì, inizia a ricevere un misterioso giornale che viene consegnato alla sua porta con un gatto giallo. All'inizio Gary non si rende conto di niente, ma dopo un po' si accorge che il giornale è l'edizione di domani del Chicago Sun-Times. Questo dà a Gary l'opportunità di usare il giornale per il proprio guadagno o per aiutare le persone, come quando una rapina in banca mette in pericolo la vita della sua amica Marissa. Alla fine interrompe la rapina parlando con il rapinatore e dopo aver accettato il suo destino, progetta di inviargli un biglietto della lotteria vincente per aiutare i suoi problemi finanziari.

## La scelta
- Titolo originale: The Choice
- Diretto da: Michael Dinner
- Scritto da: Bob Brush e John Romano

### Trama
Gary deve scegliere se salvare i 190 passeggeri di un aereo che precipiterà o una bambina investita da un'auto. Anche se alla fine i due casi sono incredibilmente legati fra loro.

## Panico in ascensore
- Titolo originale: Baby
- Diretto da: Randall Zisk
- Scritto da: Bob Brush e Alex Taub

### Trama
Chuck, il migliore amico di Gary, leggendo il giornale del giorno dopo, scopre che aiuterà una donna a partorire in ascensore. Il problema è che è terrorizzato dai bambini.

## Il mistero del giornale
- Titolo originale: The Paper
- Diretto da: Michael Nankin
- Scritto da: Bob Brush e John Romano

### Trama
Gary trova possibili indizi sulla provenienza del giornale del giorno dopo. In particolare trova una foto risalente a molti anni prima di un editore del giornale, ritratto incredibilmente con lo stesso gatto che porta il quotidiano a Gary, e scopre che l'editore abitava nello stesso palazzo in cui si è appena trasferito.

## Il biglietto vincente
- Titolo originale: Thief Swipes Mayor's Dog
- Diretto da: Susan Seidelman
- Scritto da: Bob Brush, Robert Rabinowitz e John Romano

### Trama
Il giornale del giorno dopo riporta la notizia che il cane del sindaco di Chicago è stato rapito. Chuck scopre che il ladro è un suo lontano zio, Phil, arrabbiato con il sindaco perché un camion della nettezza urbana gli aveva, tempo prima, investito il cane. Mentre Gary e Chuck si occupano della faccenda scopriranno che c'è di più di quanto sembri dietro alla lotteria milionaria indetta dal sindaco e che nessuno riesce a vincere.

## Grandi speranze
- Titolo originale: Hoops
- Diretto da: Rick Rosenthal
- Scritto da: Bob Brush

### Trama
Il giornale di Gary annuncia la morte per collasso di Michael Williams, un noto giocatore di basket. Gary cerca di convincerlo a non giocare la partita fatale. Anche se troverà molte resistenze da parte dello stesso e del suo allenatore.

## Il neonato abbandonato
- Titolo originale: After Midnight
- Diretto da: Michael Toshiyuki Uno
- Scritto da: Deborah Joy LeVine

### Trama
Sul giornale del giorno dopo, Gary legge la notizia di un bambino di 10 settimane abbandonato sui gradini di una chiesa, così cerca e trova la giovane madre di 17 anni, convincendola a non abbandonarlo. Ma gli sviluppi portano il giornale a scrivere che la madre si sarebbe suicidata lanciandosi da un ponte, così Gary si mette di nuovo alla ricerca della ragazza.

## Giochi pericolosi
- Titolo originale: Gun
- Diretto da: Jace Alexander
- Scritto da: Robert Rabinowitz e Alex Taub

### Trama
Il giornale di Gary riporta la tragica notizia di un bambino ucciso accidentalmente dal fratello con la pistola della madre. Gary interviene per impedire la tragedia e si affeziona al caso della famiglia, contraddistinta da due genitori divorziati. 

## Meredith se ne va
- Titolo originale: His Girl Thursday
- Diretto da: Stephen Cragg
- Scritto da: Jeff Melvoin

### Trama
La giornalista Meredith, con la quale Gary ha avuto un breve flirt nelle settimane precedenti, torna a farsi viva per riallacciare i rapporti anche in vista di un suo trasferimento lavorativo a Washington. Intanto Chuck usa il giornale per guadagnare in borsa 15 milioni di dollari, ma viene accusato di insider trading, così l'indomani decide di perdere la stessa cifra finendo comunque sotto accusa: alla fine ci rimette anche l'auto, che deve cedere come cauzione.

## L'uomo sbagliato
- Titolo originale: The Wrong Man
- Diretto da: David Jones
- Scritto da: Alex Taub

### Trama
Gary scopre che la sua ex moglie sta per sposare il suo ex capo ufficio. Inoltre si rende conto dal giornale che un dipendente della società in cui lavorava è intenzionato a uccidere proprio il capo ufficio. 

## La bomba di Natale
- Titolo originale: Christmas
- Diretto da: Daniel Attias
- Scritto da: Bob Brush

### Trama
Il giornale riporta la notizia che alla vigilia di Natale una bomba dentro a un orsacchiotto causa 20 morti a una pista di pattinaggio. Grazie alla polizia riesce a intervenire evitando il peggio, ma il giornale a quel punto riporta la notizia di 30 morti per una bomba al centro commerciale. Intanto Chuck finisce in carcere e si ritrova in cella con un uomo che sostiene di essere Babbo Natale.

## Il grande freddo
- Titolo originale: Frostbit
- Diretto da: Lee Bonner
- Scritto da: Alex Taub, Deborah Joy LeVine e Bob Brush

### Trama
A causa dell'intenso freddo, tutta la popolazione è invitata a rimanere in casa, ma Gary accorre comunque sul luogo di piccoli incidenti (le cui vittime comunque non sono in pericolo di vita) per cercare di evitarli. Tutti, però, sembrano non volere il suo aiuto, così Gary decide di sbarazzarsi del giornale. Solo quando alla fine ci riesce, intravede una notizia sulla morte di un senzatetto a causa del freddo.

## La donna del gangster
- Titolo originale: Mob Wife
- Diretto da: Rick Rosenthal
- Scritto da: Dusty Kay, Norman Morrill e Alex Taub

### Trama
Una donna, fidanzata con un boss mafioso, decide di rompere con lui, ma Gary scopre che questo potrebbe costarle la vita.

## Il muro (parte 1)
- Titolo originale: The Wall: Part 1
- Diretto da: Michael Dinner
- Scritto da: Bob Brush

### Trama
Il giornale rivela che Gary ucciderà il presidente degli Stati Uniti durante la sua imminente visita a Chicago.

## Il muro (parte 2)
- Titolo originale: The Wall: Part 2
- Diretto da: James Quinn
- Scritto da: Bob Brush

### Trama
Mentre elude i servizi segreti, Gary tenta di impedire l'assassinio del presidente.

## Uno strano individuo
- Titolo originale: Bat Masterson
- Diretto da: Rick Wallace
- Scritto da: Dusty Kay

### Trama
Gary incontra un ex poliziotto che sostiene di essere Bat Masterson, uno sceriffo vissuto nell'Ottocento. L'ex poliziotto spiega di voler trovare la persona che ha ucciso il suo ex compagno. Gary lo aiuta a risolvere il caso, permettendogli di iniziare a rimettere insieme la sua vita.

## La giuria
- Titolo originale: The Jury
- Diretto da: Stephen Cragg
- Scritto da: Matt Dearborn

### Trama
Gary è chiamato a far parte di una giuria in un processo contro un uomo, accusato di aver sottratto denaro alla sua azienda. Vorrebbe non andare perché, secondo il giornale, ci sono delle persone da salvare, ma non può rifiutarsi, pena l'arresto e una multa, così va a parlare con il giudice. Non riesce, però, a farsi esentare ed è persino eletto caposquadra.

Gary crede che Phil, l'uomo accusato, si comporti in modo strano per essere colpevole. Non avendo prove a sostegno della sua tesi, Gary inizialmente decide di votare colpevole, ma mentre sta per leggere il verdetto, il gatto gli consegna il giornale in aula e da questo scopre che la moglie di Phil ha le prove per dimostrare l'innocenza del marito, spingendo Gary a cambiare il suo voto in non colpevole. 

Di conseguenza il giudice sequestra la giuria, mentre Gary manda Chuck a parlare con la moglie di Phil che accetta di parlare solo con Gary. Con l'aiuto di Chuck, Gary fugge e incontra la donna, ma il loro piano viene scoperto quando uno degli altri giurati, Linda, si intrufola per vedere Gary e al suo posto trova Chuck.

Nel frattempo, la moglie di Phil rivela che suo marito aveva origliato del piano di appropriazione indebita mentre si trovava al lavoro e, di conseguenza, aveva iniziato ad indagare. Phil aveva scoperto che il suo superiore, nonché capo dell'azienda, Prosky stava rubando profitti alla sua azienda. Dopo essere stato scoperto, Prosky aveva incastrato Phil, minacciando ritorsioni alla sua famiglia se questo avesse ritrattato. 

La donna non è disposta a testimoniare e rivela che l'unica altra persona che l'avrebbe fatto, Gus, è troppo spaventata per il pestaggio subito all'inizio del processo, prima che Gary lo salvasse. Quando Gary torna con queste informazioni, scopre che il suo inganno è stato scoperto e viene espulso dalla giuria. 

Dopo aver appreso che Phil si ucciderà, Gary e Chuck rintracciano Gus e lo convincono a testimoniare. I tre arrivano proprio quando la giuria sta per emettere un verdetto di colpevolezza e mentre il giudice inizialmente rifiuta perfino di sentire Gus, dopo aver visto quanto l'uomo ha paura di Prosky, decide di ascoltare in sua vece Gary. Anche se il giudice rifiuta di ascoltare la testimonianza di Gus, dichiara un errore giudiziario nei confronti di Phil e si impegna a fare in modo che Gary non venga mai più chiamato a fare il giurato. 

Alla fine, Prosky viene processato per i suoi crimini e dichiarato colpevole, mentre la collega giurato di Gary, Linda, lo trascina fuori a bere qualcosa.

## La veggente
- Titolo originale: Psychic
- Diretto da: Mel Damski
- Scritto da: Alexander J. Taub e Gina Wendkos

### Trama
Gary collabora con una sensitiva, Claire, che all'inizio crede essere falsa, per salvare un bambino che è stato rapito.

## Il gatto
- Titolo originale: The Cat
- Diretto da: Daniel Attias
- Scritto da: Norman Morrill

### Trama
Il gatto inizia a consegnare il giornale a una donna morente.

## Il fantasma dell'opera
- Titolo originale: Phantom at the Opera
- Diretto da: Jan Eliasberg
- Scritto da: John J. Sakmar e Kerry Lenhart

### Trama
Gary si innamora di un'artista che ha salvato. Tuttavia, Gary deve prendere una decisione difficile quando scopre che lei si riunirà con una vecchia fiamma.

## Nel nome del futuro
- Titolo originale: Faith
- Diretto da: John Kretchmer
- Scritto da: Bob Brush

### Trama
Gary viene ricoverato in ospedale dopo essere stato investito da un'auto e aver subito un trauma cranico. In ospedale, l'uomo incontra una giovane ragazza di nome Rachel che ha bisogno di un cuore. Gary affronta un dilemma morale quando scopre che potrebbe salvare la vita di Rachel, a patto, però, di saltare un salvataggio. Gary sceglie di salvare il ragazzo, Tommy, e viene colpito, costringendo il ragazzo che gli ha sparato, Eddie, a scappare ad alta velocità. Gary ha un'esperienza extra-corporea in cui comunica con lo spirito di Rachel, che lo convince a lasciar perdere il giornale e fare affidamento sulla fede, mentre lei apparentemente muore. Anche Gary sta per morire, ma all'ultimo minuto viene rianimato e i medici rivelano che Rachel ha avuto un cuore: il ragazzo che ha sparato a Gary, Eddie, si è ribaltato con la sua macchina ed è morto, così i medici hanno preso il suo cuore dandolo alla ragazza. Gary e Rachel si riprendono e Chuck fa pace con Tommy che aveva aiutato Eddie a rubargli la macchina, che non ha mai recuperato.

## Un padre invadente
- Titolo originale: Dad
- Diretto da: Randall Zisk
- Scritto da: Alex Taub e Bob Brush

### Trama
Il padre di Gary, Bernie, si trasferisce temporaneamente da suo figlio dopo che la madre di Gary lo ha cacciato. Dopo aver appreso del giornale ed essersi divertito ad aiutare gli altri, Bernie decide di restare definitivamente.

## L'amore è cieco
- Titolo originale: Love is blind
- Diretto da: Michael Lange
- Scritto da: John J. Sakmar e Kerry Lenhart

### Trama
Gary cerca di impedire l'omicidio di una professoressa universitaria, la dottoressa Price, la quale crede che Gary sia uno stalker. Gary sospetta che il colpevole sia Jeffrey Craig, il compagno di studio di Marissa all'università.